# Wacław Skulimowski
Wacław Skulimowski (ur. 4 marca 1919 w Cielętnikach, zm. 1993) – polski rolnik, poseł na Sejm PRL V kadencji.

## Życiorys
Uzyskał wykształcenie podstawowe, z zawodu rolnik. Prowadził własne gospodarstwo rolne. W 1969 uzyskał mandat posła na Sejm PRL w okręgu Pruszków z ramienia Zjednoczonego Stronnictwa Ludowego, zasiadał w Komisji Handlu Wewnętrznego.